# Grudzień 2021

## 31 grudnia
- Do końca grudnia w Szwecji w wyniku ponad 330 strzelanin zginęło co najmniej 47 osób, a ponad 110 zostało rannych[1].
- W hrabstwie Boulder w amerykańskim stanie Kolorado wybuchł pożar, który zniszczył ponad 500 domów, a kilkadziesiąt tysięcy osób musiało uciekać z obawy przed żywiołem. Do szybkiego rozprzestrzenienia się ognia doprowadził silny wiatr dochodzący w porywach do 160 km/h. Gubernator stanu Kolorado Jared Polis wprowadził stan wyjątkowy[2].

## 30 grudnia
- Producent samochodów Tesla zlecił wycofanie ponad 475 tys. samochodów Model 3 i Model S z powodu usterek bezpieczeństwa znalezionych odpowiednio w kamerach cofania i maskach silnika[3].
- Pandemia COVID-19: Według stanu na 30 grudnia liczba potwierdzonych zachorowań na całym świecie przekroczyła 286 milionów osób, zaś liczba zgonów to około 5,5 miliona[4].

## 29 grudnia
- Nad ranem wystąpiło trzęsienie ziemi o magnitudzie 5,7 na południe od Krety. Hipocentrum trzęsienia znajdowało się na głębokości 80 km w odległości 86 km na południe od miasta Heraklion. Z kolei około 17 czasu lokalnego doszło do drugiego trzęsienia o magnitudzie 5,3 w tym samym miejscu na głębokości 59 km. Wstrząsy były odczuwalne w Egipcie. Nie było informacji o ofiarach, ani o zniszczeniach[5][6].
- W Pacyficznym Pierścieniu Ognia doszło do silnego trzęsienia ziemi, które wystąpiło w okolicy indonezyjskiego archipelagu Wysp Barat Daya. Trzęsienie ziemi miało magnitudę 7,2 i wystąpiło na głębokości 200 km[7].
- Rosyjska agencja TASS podała, że rosyjski system obrony powietrznej S-550 pomyślnie przeszedł testy i rozpoczął służbę bojową. System ma być zdolny do uderzeń w statki kosmiczne, międzykontynentalne pociski balistyczne i cele naddźwiękowe na wysokości kilkudziesięciu tys. km. System ma zastąpić obecnie używany system rakietowy A-135 i uzupełnić system obrony S-400[8].
- Zespół greckich nurków kierowany przez Kostasa Thoctaridesa ogłosiła odkrycie wraku włoskiego okrętu podwodnego „Jantina”(inne języki) na południe od Mykonos na Morzu Egejskim. Okręt został zatopiony 5 lipca 1941 roku po storpedowaniu go przez brytyjski okręt podwodny HMS „Torbay”[9].

## 28 grudnia
- Co najmniej 38 osób zginęło w wyniku zawalenia się prywatnej kopalni złota w An-Nuhud w Sudanie[10].
- Sąd Najwyższy Rosji nakazał likwidację stowarzyszenia Memoriał, zajmującego się badaniem zbrodni stalinowskich. Przedstawiciele organizacji zapowiedzieli odwołanie się od tej decyzji[11].

## 27 grudnia
- Co najmniej 18 osób zginęło, a 280 zostało rannych w wyniku powodzi, która dotknęła blisko 40 miast w Brazylii w stanie Bahia. 35 tys. osób zostało pozbawionych dachu na głową. Według AFP całkowita liczba osób poszkodowanych w wyniku padających od listopada deszczów, wynosi ponad 430 tysięcy[12].
- W wieku 91 lat zmarł Lesław Lic, polski muzyk, aranżer, kompozytor muzyki teatralnej i filmowej, członek kwintetu i sekstetu Andrzeja Kurylewicza, członek zespołu „Melomani”, taper, publicysta muzyczny, współtwórca Kabaretu Jama Michalika[13].

## 26 grudnia
- W mjanmańskim stanie Kaja doszło do tragicznej zbrodni, gdzie odnaleziono nadpalone ludzkie szczątki. Wśród 38 ofiar masakry było dwoje pracowników międzynarodowej organizacji humanitarnej Save the Children[14].
- Trzęsienia ziemi o magnitudzie 5,2 i 5,4 wystąpiły w pobliżu greckiej Krety i okolicznych wysp. Do pierwszego trzęsienia doszło o godz. 17:15 czasu lokalnego i było odczuwalne na Krecie, ale również na wyspach Karpatos, Rodos i Santoryn. Epicentrum znajdowało się 71 km na wschód od miasta Sitia; hipocentrum znajdowało się na głębokości 9 km. Drugi wstrząs nawiedził Kretę o godz. 20:59 czasu lokalnego, a jego hipocentrum było na głębokości 6,4 km. Miało miejsce również trzecie trzęsienie (o magnitudzie 4) nie powiązane z dwoma poprzednimi. Doszło do niego o godz. 18:14 czasu lokalnego; jego hipocentrum znajdowało się na głębokości 16,7 km. Nie było doniesień o ofiarach lub zniszczeniach[15][16][17].
- Trzęsienie ziemi o magnitudzie 5,8 nawiedziło grupę wysp w archipelagu Riukiu (Nansei). Hipocentrum wstrząsów znajdowało się na głębokości 10 km. W ocenie Japońskiej Służby Meteorologicznej wstrząsy miały magnitudę 6,0 i szły z głębokości 40 km. Trzęsienie było odczuwalne na Okinawie, w tym w centrum administracyjnym prefektury Okinawa mieście Naha. Nie było informacji o ofiarach czy stratach materialnych[18].

## 25 grudnia
- Globalna wersja usługi cyfrowej dystrybucji gier Steam została prawdopodobnie zablokowana w Chinach. Dostępna jest tylko chińska wersja usługi, uruchomiona w lutym tegoż roku[19][20].

## 24 grudnia
- Co najmniej 39 osób zginęło, a około 100 innych zostało rannych w wyniku pożaru promu w Jhalakathi w Bangladeszu[21].

## 23 grudnia
- Uzbrojeni napastnicy napadli na kolumnę milicji cywilnej w Loroum w Burkina Faso, zabijając 41 osób. To jeden z najbardziej krwawych ataków na milicję[22].

## 22 grudnia
- Koalicja pod przewodnictwem Arabii Saudyjskiej przeprowadziła naloty na kontrolowane przez Huti obszary w guberniach Al-Dżauf i Marib w Jemenie. Podczas nalotów zginęło ponad 280 osób[23].
- Potwierdzono śmierć co najmniej 64 osób w wyniku wypadku łodzi (trzy dni wcześniej) u wybrzeży Antseraki na Madagaskarze; 24 osoby uznano za zaginione[24].

## 21 grudnia
- Wielkie powodzie dotknęły osiem malezyjskich stanów i zabiły 14 osób[25].

## 20 grudnia
- Liczba ofiar śmiertelnych w wyniku eksplozji cysterny z paliwem w Cap-Haïtien na Haiti, sześć dni temu, wzrosła do 90 osób[26].

## 19 grudnia
- Liczba ofiar śmiertelnych na Filipinach z powodu tajfunu Rai wzrosła do 375 osób; co najmniej 500 zostało rannych[27].
- W wyborach prezydenckich w Chile zwyciężył Gabriel Boric[28].
- Odbył się finał 19. Konkursu Piosenki Eurowizji dla Dzieci, wygrała przedstawicielka Armenii Maléna[29].
- W finale rozgrywanych w Hiszpanii mistrzostw świata piłkarek ręcznych Norweżki pokonały Francuzki 29:22[30].

## 18 grudnia
- 14 osób zginęło, a kilka innych zostało rannych w wyniku wybuchu gazu w kanalizacji w Karaczi w Pakistanie[31].
- Liczba ofiar śmiertelnych na Filipinach w wyniku tajfunu Rai wzrosła do 33 osób[32].
- Trzęsienie ziemi o magnitudzie 4,3–4,8 zanotowano w Lombardii na północy Włoch. Epicentrum wstrząsu znajdowało się w rejonie Bergamo, natomiast hipocentrum na głębokości 26 km. Trzęsienie ziemi było wyraźnie odczuwalne w Mediolanie. Nie ma doniesień o zniszczeniach bądź poszkodowanych[33].

## 17 grudnia
- 24 osoby zginęły, a cztery zostały ranne w wyniku pożaru w klinice medycznej w Osace w Japonii[34].
- 12 osób zginęło, gdy tajfun Rai uderzył w Filipiny, powodując poważne szkody[35].
- Prezydent Czech Miloš Zeman dokonał zaprzysiężenia członków rządu Petra Fiali[36].
- Facebook ujawnił grupę firm szpiegowskich, które mogły wpłynąć na prywatne bezpieczeństwo ponad 50 tys. osób w 100 krajach[37].
- Jan-Krzysztof Duda został mistrzem Europy w szachach błyskawicznych[38].

## 15 grudnia
- Łódź przewożąca indonezyjskich migrantów wywróciła się u południowych wybrzeży Malezji, w wyniku czego zginęło co najmniej 11 osób, a 25 uznano za zaginione; 14 osób uratowano[39].
- Misja Światowej Organizacji Zdrowia (WHO) badała przypadki śmierci 89 osób, które zmarły na niezidentyfikowaną chorobę w rejonie miejscowości Fangak w Sudanie Południowym[40].
- Flota Pacyfiku rosyjskiej marynarki wojennej przetestowała najnowszy zestaw rakietowy Otwiet przeznaczony do zwalczania okrętów podwodnych. Pocisk systemu Otwiet został wystrzelony z okrętu „Marszał Szaposznikow” na Morzu Japońskim[41].
- Pandemia COVID-19: Według stanu na 15 grudnia liczba potwierdzonych zachorowań na całym świecie przekroczyła 272 miliony osób, zaś liczba zgonów to ponad 5,3 miliona[42].

## 14 grudnia
- Co najmniej 75 osób zginęło, a ponad 100 innych zostało rannych, gdy cysterna z paliwem eksplodowała w Cap-Haïtien na Haiti[43].
- Naukowcy ogłosili, że sonda Parker Solar Probe NASA stała się pierwszym statkiem kosmicznym, który wszedł w koronę Słońca podczas przelotu w kwietniu tegoż roku[44].

## 13 grudnia
- Elon Musk został człowiekiem roku amerykańskiego magazynu „Time”[45].

## 12 grudnia
- Trzęsienie ziemi o sile 5 w japońskiej skali intensywności wstrząsnęło Tokio i okolicznymi obszarami. Epicentrum trzęsienia znajdowało się w prefekturze Chiba, na wschód od stolicy kraju. Wstrząs, odczuwalny prawie na całym obszarze wschodniej Japonii. Nie było doniesień o szkodach[46].
- 96% głosujących w referendum w Nowej Kaledonii opowiedziało się za pozostaniem częścią Francji (czyli przeciwko niepodległości)[47].
- Max Verstappen został mistrzem świata Formuły 1[48].

## 11 grudnia
- W regionie Coquimbo w Chile odnotowano trzęsienie ziemi o sile 5,7 stopni. Epicentrum wstrząsów znajdowało się 40 km na północ od miasta La Serena i 47 km na północny wschód od miasta Coquimbo, natomiast hipocentrum na głębokości 53,3 km. Brak doniesień o ofiarach lub szkodach[49].

## 10 grudnia
- Tornado uderzyło w Arkansas, Missouri, Tennessee i Kentucky w Stanach Zjednoczonych, w wyniku czego zginęło ponad 70 osób[50].
- Norweg Magnus Carlsen został mistrzem świata w szachach, pokonując w 11. rundzie Jana Niepomiaszczija i wygrywając ostatecznie 7,5 do 3,5[51].

## 9 grudnia
- Ciągnik siodłowy przewożący ponad 180 osób, głównie migrantów z Gwatemali i Hondurasu, rozbił się w Chiapas w Meksyku, w wyniku czego zginęło 55 osób, a 105 innych zostało rannych[52].

## 8 grudnia
- Generał Bipin Rawat i 12 innych osób zginęło, gdy Mi-17V-5 indyjskich sił powietrznych rozbił się w pobliżu Coonoor w Tamilnadu, lecąc w kierunku Wellington z Sulur Air Force Station. Jedna osoba została ranna[53].
- Bundestag zatwierdził powołanie Olafa Scholza na urząd kanclerza federalnego, stojącego na czele nowego rządu Niemiec; za głosowało 395 członków parlamentu, przeciw 303, a sześciu wstrzymało się od głosu[54].
- Kości ponad stu rdzennych australijskich mieszkańców Kaurna zostały przeniesione z Muzeum Australii Południowej i pochowane podczas ceremonii w Adelajdzie[55].
- Amerykański miliarder Michael Steinhardt zgodził się oddać 180 skradzionych starożytnych zabytków ich prawnym właścicielom. Ich wartość oszacowano na 70 mln dolarów. Mężczyzna przez lata powiększał swoją kolekcję poprzez kontaktowanie się z 12 siatkami przemytników z 11 krajów. Ponadto miliarder dostał sądowy zakaz zbierania antyków[56].

## 7 grudnia
- Co najmniej 38 osób zginęło, a 69 zostało rannych podczas pożaru przepełnionego więzienia w Gitega w Burundi[57].
- Bandyci urządzili zasadzkę i podpalili autobus pasażerski w stanie Sokoto w Nigerii, zabijając 30 osób, w tym dzieci[58].
- 13 osób zginęło w zderzeniu minibusa z ciężarówką w obwodzie czernihowskim na Ukrainie[59].
- Liczba ofiar śmiertelnych w wyniku erupcji wulkanu Semeru we Wschodniej Jawie w Indonezji wzrosła do 34 osób[60].
- Dziesiątki uchodźców z ludu Rohingja pozwało Facebook za dopuszczanie do rozprzestrzeniania się mowy nienawiści wobec nich. Żądają zadośćuczynienia w wysokości 150 mld dolarów. Brytyjska kancelaria prawna zarzuciła serwisowi m.in. nieusuwanie kont podżegających do przemocy czy stosowanie algorytmów, które wzmacniały mowę nienawiści[61].

## 6 grudnia
- Zaprzysiężono nowy rząd Austrii, funkcję kanclerza objął Karl Nehammer[62].

## 5 grudnia
- Setki powstańców na motocyklach zaatakowało międzynarodową bazę wojskową w Tillabéri w Nigrze. Podczas bitwy zginęło 79 rebeliantów i 29 żołnierzy[63].
- Indyjscy żołnierze Assam Rifles omyłkowo otworzyli ogień do grupy górników wracających do domu z pracy w Nagaland, biorąc ich za bojowników. Zginęło 13 górników i jeden żołnierz. Następnie doszło do konfrontacji z rozwścieczonymi mieszkańcami, w której zginęło kolejnych siedmiu górników i kolejny żołnierz[64].
- Liczba ofiar śmiertelnych w wyniku erupcji wulkanu Semeru we Wschodniej Jawie w Indonezji wzrosła do 14, a 56 innych osób zostało rannych[65].
- W wyborach prezydenckich w Gambii zwyciężył dotychczasowy prezydent Adama Barrow[66].
- W wieku 79 lat zmarł Bob Dole, senator Stanów Zjednoczonych, przeciwnik Billa Clintona w wyborach prezydenckich w 1996 roku[67].

## 4 grudnia
- Autobus wpadł do rzeki Enziu w mieście Mwingi w Kenii. Utonęły 23 osoby, które podróżowały autobusem[68].
- Jedna osoba zginęła, a 41 innych zostało rannych podczas wybuchu wulkanu Semeru we Wschodniej Jawie w Indonezji[65].

## 3 grudnia
- W ataku bojowników na autobus wiozący cywilów w Bankass w Mali zginął kierowca. Następnie pojazd został podpalony, w wyniku czego zginęło 31 pasażerów. Większość ofiar to kobiety, które były w drodze do pracy na lokalnym targu[69].

## 2 grudnia
- Pandemia COVID-19: Według stanu na 2 grudnia liczba potwierdzonych zachorowań na całym świecie przekroczyła 264 miliony osób, zaś liczba zgonów to ponad 5,2 miliona[70].

## 1 grudnia
- Co najmniej 29 osób, głównie dzieci w wieku szkolnym, utonęło po wywróceniu się przeciążonej łodzi w Bagwai w stanie Kano w Nigerii[71].
- Służby 27 państw zakończyły operację o nazwie EMMA 7 przeciwko osobom pomagającym w praniu pieniędzy. W jej ramach ponad 18 tys. osób zostało zidentyfikowanych jako tzw. słupy, wykonujące nielegalne finansowe transfery. Zatrzymano 1803 osoby i wszczęto 2,5 tys. śledztw[72].